# Biazrovia
Biazrovia is een monotypisch geslacht in de orde Ostropales. De familie is nog niet eenduidig bepaald (incertae sedis). Het bevat alleen de soort Biazrovia stereocaulicola. 